# JTL
Pour les articles homonymes, voir JTL (homonymie).
Le JTL était le journal télévisé luxembourgeois diffusé tous les soirs à 19 h 30 sur RTL Télévision de janvier 1982 à septembre 1985, puis chaque soir à 19 h sur le canal belge de RTL Télévision uniquement jusqu'au dimanche 11 septembre 1987.

## Histoire du JTL
En 1982, alors que Télé Luxembourg devient RTL Télévision, Jacques Navadic, directeur de l'information, décide de rebaptiser le Journal de Télé-Luxembourg d'un nom plus court, plus dynamique et plus proche en consonance de RTL : le JTL. Sa présentation reste assurée par Robert Diligent et il est toujours diffusé chaque soir à 19 h 30.
Lors de la scission des canaux Luxembourg/Lorraine et Belgique de RTL Télévision, une version belge du JTL est mise à l’antenne sur le canal belge UHF 27 de l'émetteur de Dudelange le 12 septembre 1983. Cette nouvelle édition est présentée chaque soir à 19 h en alternance par Jean-Charles De Keyser, Bibiane Godfroid et Eddy De Wilde et est réalisée depuis les studios de la Villa Empain à Bruxelles. Philippe Goffin présente la météo. 
Robert Diligent poursuit la présentation du JTL à 19 h 30 sur le canal Luxembourg/Lorraine UHF 21 jusqu'en août 1984, où, après 29 ans de présentation, il est écarté pour laisser la place à de jeunes journalistes, Patrick Charles et Marian Lacombe qui officient en alternance pour la présentation  du JTL de septembre 1984 à aout 1985, puis de RTL News, le nouveau nom du journal télévisé sur l'antenne luxembourgo-lorraine de RTL Télévision. 
Le JTL se poursuit uniquement sur l'antenne belge de RTL Télévision jusqu'au démarrage des programmes de RTL-TVI en Belgique le lundi 12 septembre 1987. Le JTL cède la place au 19 heures présenté, en alternance par Bibiane Godfroid et Eddy De Wilde. Cette nouvelle rédaction est également construite à partir de celle de RTL Télévision.

## JTL Luxembourg-Lorraine

### Lieu de tournage
- Centre News de RTL Télévision, 5, Boulevard de la Foire à Luxembourg : 1982 - septembre 1984

### Rédacteur en chef
- René Guibert : 1982 - septembre 1984

### Présentateurs
- Robert Diligent : 1982 – septembre 1984
- Alain Chartiez
- Jean-François Richard
- Serge Molitor
- Patrick Charles
- Marian Lacombe

## JTL Belgique

### Lieu de tournage
- Villa Empain à Bruxelles : 12 septembre 1983 - 11 septembre 1987

### Rédacteur en chef
- Jean-Charles De Keyser : 12 septembre 1983 – 11 septembre 1987

### Présentateurs
- Jean-Charles De Keyser et Eddy De Wilde (en alternance) : 12 septembre 1983 – 11 septembre 1987
- Bibiane Godfroid : 12 septembre 1983 – 11 septembre 1987